# Tomei (cognome)
Tomei è un cognome di lingua italiana.

## Varianti
Tomè, Tomea, Tomeo, Tomizza, Tommè, Tommei.

## Origine e diffusione
Cognome tipicamente toscano, è presente anche in Veneto.
Potrebbe derivare dai prenomi Tommaso, Tolomeo e Bartolomeo, risultando quindi variante dei cognomi Tomasi, Tolomei e Bartolomei.

## Persone
- Cristiano Tomei (1974) – cuoco e personaggio televisivo italiano
- Luciano Tomei (1946) – cantante, compositore e pianista italiano
- Stevan Tomei o Tommei (1912-1978) – calciatore italiano